# Tylor Michel
Tylor Michel, född 16 maj 1984 i Sudbury, Ontario, är en kanadensisk före detta ishockeyspelare.
Michel började sin professionella karriär spelandes för Wayne State University i Detroit, Michigan säsongen 2004/2005 i NCAA. De fyra säsongerna i klubben resulterade i flera utmärkelser, bland annat blev Michel utnämnd till College Hockey America Rookie of the Week två gånger och gjorde klubbens snabbaste hat trick i och med att han gjorde tre mål på 7 minuter och 48 sekunder under samma match.
Efter universitetskarriären skrev Michel på för Bakersfield Condors säsongen 2008/2009 i ECHL. Kommande säsong flyttade han till Cardiff och Cardiff Devils. De två säsongerna i Devils resulterade i 104 poäng på 108 matcher. Michel blev även utnämnd till Carfiff Player of the Year av både fansen och tränarna.
Till säsongen 2011/2012 skrev Michel på ett ettårskontrakt för svenska IF Björklöven. Han fick dock ingen förlängning i klubben och återvände sedan till England och skrev på för Sheffield Steelers. Efter att Michels fru väntade parets första barn valde han att avslutade sin karriär i juni 2014.